# 許朗
許朗（英語：Hoi Long，1984年7月26日—），澳門業餘三項鐵人運動員。身高1.63米，體重50公斤。

## 簡歷
許朗在5個月大時，因為醫生注射過量藥物而導致雙耳失聰，聽力永久受損。她在一個單親家庭中成長，媽媽便自幼便教她讀唇語，讓她能夠和健全的人相處。她自幼稚園起便堅持就讀普通學校，與健全的小孩一同學習和生活。她現時不但懂說中、英文及粵語，也能以手語和中、英文唇語與人溝通。
2002年，她考進北京體育大學管理系，至2006年取得體育管理專業的學位。畢業後，她受聘於澳門民政總署，任職於文化康體部，負責管理體育場地的設施及康體發展策劃工作；並於2011年完成北京體育大學教育學碩士學位。
她在北京讀書時參加過自行车运动，同時迷上了三項鐵人，並在2003年開始体育生涯。現時每天靠著上班前和下班後的時間，進行業餘運動員的訓練。2006年，首次代表中國澳門曾參加多哈亞運會，取得女子三項鐵人第12名；2010年，她再代表中國澳門參加廣州亞運會，得到第4名。
2014年，第三次代表中國澳門參加2014年亞洲運動會，得到第5名。
2015年9月，她於美國芝加哥舉行的世界鐵人錦標賽中，獲得雙項鐵人世界錦標賽銅牌。
2018年8月，她於印度尼西亞雅加達第十八屆亞洲運動會中，以2小時1分28秒成績奪得女子三項鐵人銅牌。

## 參賽成績
- 亞洲運動會

| 年份 | 舉辦地點         | 參賽項目 | 成績   |
| ---- | ---------------- | -------- | ------ |
| 2006 | 卡塔爾多哈       | 三項鐵人 | 第12名 |
| 2010 | 中國廣州         | 三項鐵人 | 第4名  |
| 2014 | 韓國仁川         | 三項鐵人 | 第5名  |
| 2018 | 印尼雅加達．巨港 | 三項鐵人 | 銅牌   |

- 亞洲沙灘運動會

| 年份 | 舉辦地點 | 參賽項目 | 成績  |
| ---- | -------- | -------- | ----- |
| 2008 | 印尼峇里 | 三項鐵人 | 第7名 |
| 2014 | 泰國布吉 | 雙項鐵人 | 銀牌  |
| 2014 | 泰國布吉 | 三項鐵人 | 第5名 |

- 聽障奧林匹克運動會

| 年份 | 舉辦地點       | 參賽種類 | 項目       | 成績  |
| ---- | -------------- | -------- | ---------- | ----- |
| 2009 | 台灣台北       | 田徑     | 10000m     | 第4名 |
| 2009 | 台灣台北       | 田徑     | 5000m      | 第5名 |
| 2013 | 保加利亞索菲亞 | 單車     | 個人計時賽 | 金牌  |
| 2013 | 保加利亞索菲亞 | 單車     | 公路個人賽 | 銅牌  |
| 2013 | 保加利亞索菲亞 | 單車     | 個人爭先賽 | 第4名 |
| 2013 | 保加利亞索菲亞 | 田徑     | 5000m      | 第6名 |

- 亞太聽障運動會（英语：Asia Pacific Deaf Games）

| 年份 | 舉辦地點 | 參賽種類 | 項目        | 成績             |
| ---- | -------- | -------- | ----------- | ---------------- |
| 2012 | 韓國首爾 | 游泳     | 50米仰泳    | 金牌             |
| 2012 | 韓國首爾 | 田徑     | 800米       | 金牌             |
| 2012 | 韓國首爾 | 田徑     | 1500米      | 金牌             |
| 2012 | 韓國首爾 | 游泳     | 50米蝶泳    | 銅牌             |
| 2012 | 韓國首爾 | 游泳     | 200米自由泳 | 銅牌             |
| 2015 | 台灣桃園 | 田徑     | 800米       | 金牌(破賽會紀錄) |
| 2015 | 台灣桃園 | 田徑     | 1500米      | 金牌             |
| 2015 | 台灣桃園 | 田徑     | 5000米      | 金牌             |
| 2015 | 台灣桃園 | 游泳     | 50米自由泳  | 銅牌             |

## 榮譽
- 澳門特區政府嘉獎

功績獎狀（2009年）
體育功績勳章（2011年）
體育功績勳章（2018年）
- 澳門傑出運動員選舉

「澳門傑出運動員」（2007年、2009年、2011年 、2013年、2015年、2017年、2019年 - 共7次當選）

- 2010年CCTV體壇風雲人物年度殘疾人體育精神獎候選人